# Храм Казанской иконы Божией Матери (Пожня)
Храм Казанской иконы Божией Матери — утраченный православный храм, находившийся в деревне Пожня Торопецкого уезда Псковской губернии (сейчас Торопецкий район Тверской области).

## История
Каменный трёхпрестольный храм был построен в 1714 году. Имел три престола: главный — в честь Казанской Божией Матери, и придельные — во имя Покрова Пресвятой Богородицы и во имя святого Николая Чудотворца. Над храмом находилась колокольня.
В 1876 году причт храма состоял из настоятеля и псаломщика. В 1876 году храм имел 796 прихожан (из них (384 мужчины и 412 женщин); 1879 году — 934 прихожанина (451 мужчина и 483 женщины).
Храм не сохранился.

## Духовенство
В разные годы служили:
Священник Иоанн Тимофеевич Жемчужин
Священник Василий Иоаннович Макаровский
Священник Николай Алмазов
Священник Александр Шахарский (13.10.1897 — 27.05.1903)
Священник Алексий Черепнин (1907 — 04.11.1910)
Священник Александр Павлович Королев (31.12.1910 — 1915)

## Галерея

Фотографии 1915 года.
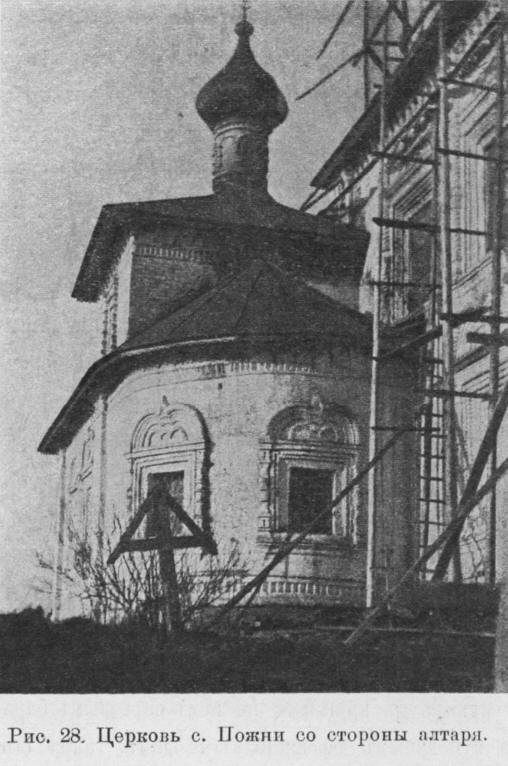
Вид со стороны алтаря
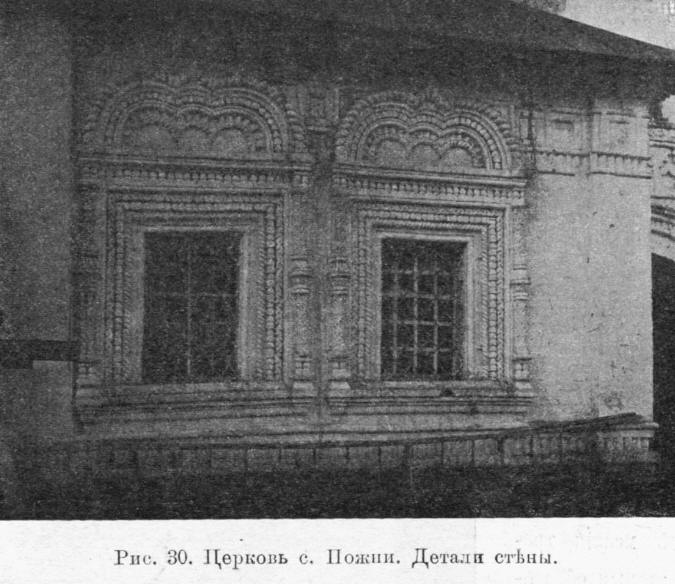
Фрагмент стены
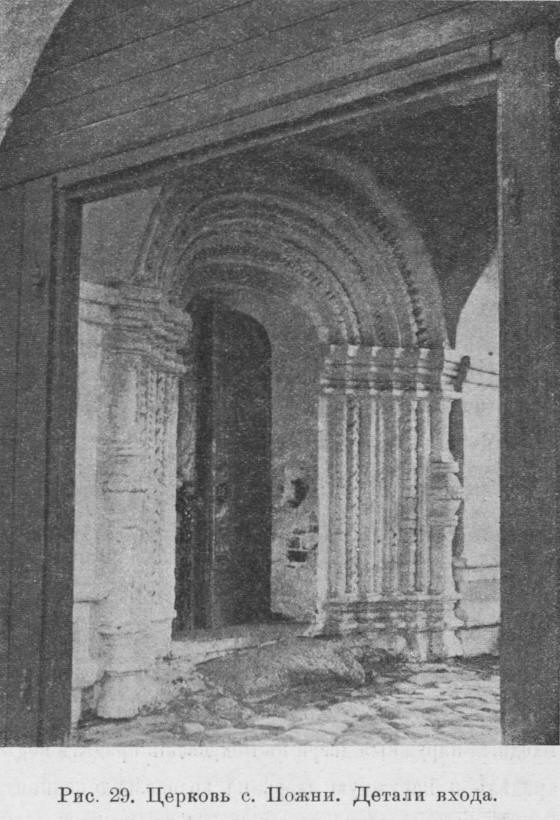
Детали входа